# ريكاردو بورغيتي
ريكاردو بورغيتي إي لانا (بالإسبانية: Ricardo Burguete)‏ (سرقسطة، 3 فبراير 1871 - فالنسيا، 31 مارس 1937) كان رجلًا وكاتبًا عسكريًا إسبانيًا، شغل منصب المُفوِّض السامي لإسبانيا في المغرب بين عامي 1922 و 1923، وكان مديرًا عامًا للحرس المدني ورئيس المجلس الأعلى للحرب والبحرية خلال فترة حُكم بريمو دي ريفيرا. خلال الجمهورية الثانية، كان رئيسًا للصليب الأحمر الإسباني وقد كتب العديد من المقالات، بما في ذلك العديد في المجال العسكري.